# Middlesex County Cricket Club

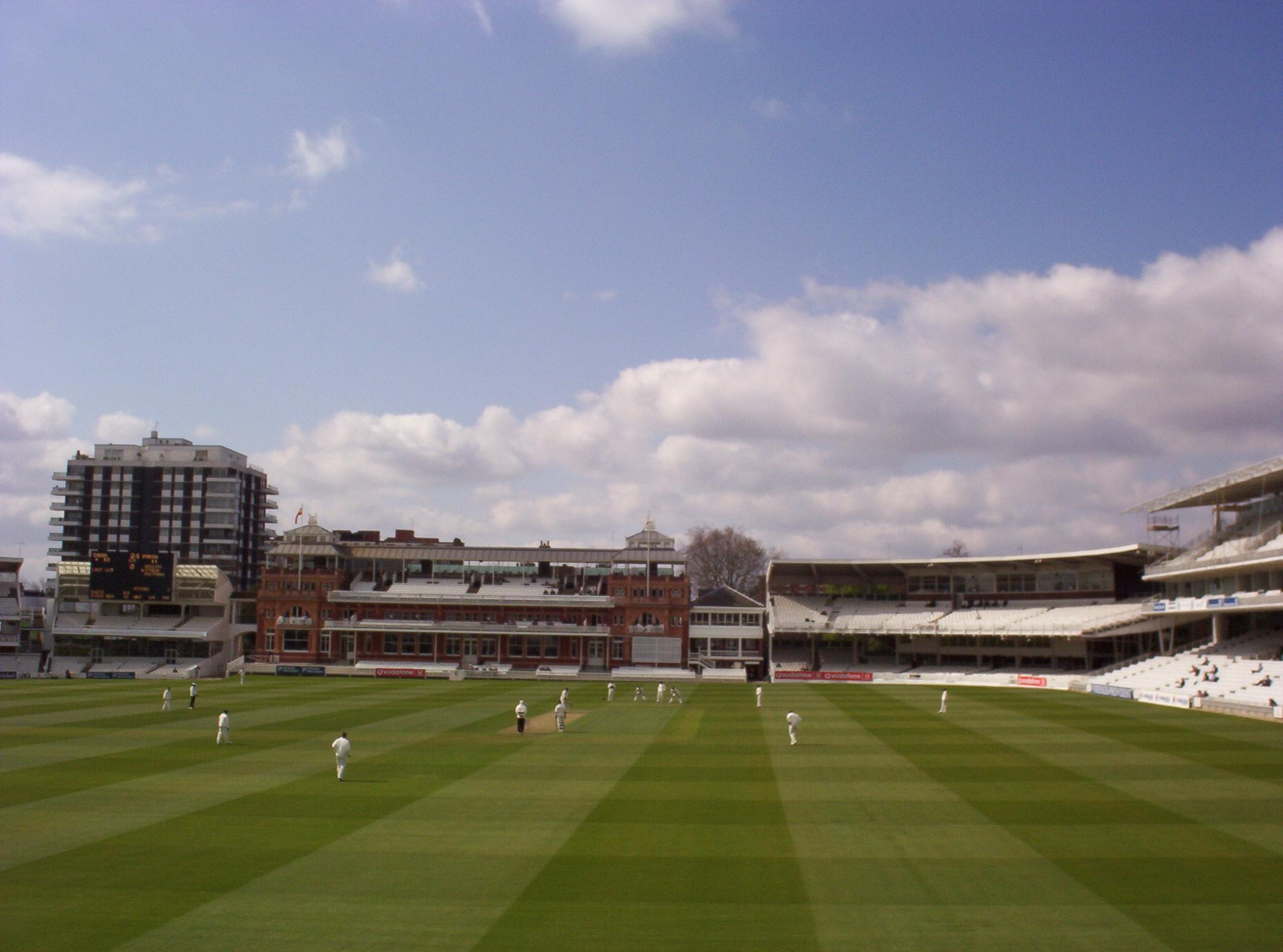
Lord's, el estadio de Middlesex, y hogar del England and Wales Cricket Board.

El Middlesex County Cricket Club, fundado en 1864, es un club de críquet inglés que juega en el County Championship para el condado de Middlesex. Middlesex juega en el Lord's Cricket Ground en la ciudad de Westminster, Londres, que es también el hogar del Marylebone Cricket Club, el England and Wales Cricket Board y el European Cricket Council.
Middlesex ha ganado el County Championship en 10 veces y jugó en la primera temporada del Championship en 1890. Ganó para la primera vez en 1903. Middlesex compartió sus victorias en 1949 con el Yorkshire County Cricket Club y en 1977 con el Kent County Cricket Club.
El equipo es conocido como The Panthers (español: las Panteras) y su escudo tiene tres espadas en un campo azul. Middlesex era conocido como The Crusaders (los Cruzados) hasta 2009 cuando cambió su apodo porque unos musulmanes y judíos creían que fue ofensiva.

## Palmarés
- County Championship (10): 1903, 1920, 1921, 1947, 1976, 1980, 1982, 1985, 1990, 1993
  - Compartido: 1949, 1977

## Jugadores
- Adam Gilchrist (2010-)